# Elezioni presidenziali in Polonia del 2005
Le elezioni presidenziali in Polonia del 2005 si tennero il 9 ottobre (primo turno) e il 23 ottobre (secondo turno); videro la vittoria al secondo turno di Lech Kaczyński, leader di Diritto e Giustizia, che sconfisse il candidato di Piattaforma Civica Donald Tusk.
Sebbene entrambi i candidati fossero di centro-destra e i loro due partiti fossero uniti nella coalizione di governo uscita dalle elezioni parlamentari del 2005, sussistevano differenze significative tra i due esponenti: Tusk è considerato maggiormente liberale in economia ed europeista, Kaczyński più conservatore ed euroscettico.
L'allora Presidente della Polonia Aleksander Kwaśniewski, rimasto in carica per due mandati, non ha potuto correre per un terzo. L'Alleanza della Sinistra Democratica, dopo aver varato la candidatura dell'ex Presidente del Consiglio Włodzimierz Cimoszewicz, ha appoggato Marek Borowski, che si è aggiudicato solo il quarto posto dietro Andrzej Lepper, appoggiato dall'Autodifesa della Repubblica Polacca.
L'affluenza alle urne del primo turno è stata piuttosto bassa, con solo il 49,72% di voti espressi dagli aventi diritto.

## Risultati
| Lech Kaczyński            | Diritto e Giustizia                  | 4 947 927  | 33,10 | 8 257 468  | 54,04 |  |  |  |
| Donald Tusk               | Piattaforma Civica                   | 5 429 666  | 36,33 | 7 022 319  | 45,96 |  |  |  |
| Andrzej Lepper            | Autodifesa della Repubblica Polacca  | 2 259 094  | 15,11 |            |       |  |  |  |
| Marek Borowski            | Alleanza della Sinistra Democratica  | 1 544 642  | 10,33 |            |       |  |  |  |
| Jarosław Kalinowski       | Partito Popolare Polacco             | 269 316    | 1,80  |            |       |  |  |  |
| Janusz Korwin-Mikke       | Unione per la Politica Reale         | 214 116    | 1,43  |            |       |  |  |  |
| Henryka Teodora Bochniarz | Partito Democratico                  | 188 598    | 1,26  |            |       |  |  |  |
| Liwiusz Ilasz             | Indipendente                         | 31 691     | 0,21  |            |       |  |  |  |
| Stanisław Tymiński        | Coalizione dei Cittadini Polacchi    | 23 545     | 0,16  |            |       |  |  |  |
| Leszek Henryk Bubel       | Partito Nazionale Polacco            | 18 828     | 0,13  |            |       |  |  |  |
| Jan Pyszko                | Organizzazione della Nazione Polacca | 10 371     | 0,07  |            |       |  |  |  |
| Adam Słomka               | Confederazione Polacca               | 8 895      | 0,06  |            |       |  |  |  |
| Totale                    | Totale                               | 14 946 689 | 100   | 15 279 787 | 100   |  |  |  |
|                           |                                      |            |       |            |       |  |  |  |
| Voti non validi           | Voti non validi                      | 99 661     | 0,66  | 155 233    | 1,01  |  |  |  |
| Votanti                   | Votanti                              | 15 046 350 |       | 15 435 020 |       |  |  |  |